# Великий Кунинец
Великий Кунинец (укр. Великий Кунинець) — село в Вишневецкой поселковой общине Кременецкого района Тернопольской области Украины. Село известно с первой половины XVII века.
До 2020 года входило в Збаражский район.
Код КОАТУУ — 6122481001.

## Географическое положение
Село Великий Кунинец находится на расстоянии в 1,5 км от сёл Малый Кунинец и Горынка (Кременецкий район).
Рядом проходит автомобильная дорога М-19 (E 85).

## Население
Население по переписи 2001 года составляло 1036 человек.
Население в 2019 году составляло 870 человек.

### Языковой состав
Родной язык населения по данным переписи 2001 года:
| Язык       | Численность, чел. | Доля     |
| ---------- | ----------------- | -------- |
| Украинский | 1 010             | 97,49 %  |
| Русский    | 23                | 2,22 %   |
| Другое     | 3                 | 0,29 %   |
| Итого      | 1 036             | 100,00 % |

## Объекты социальной сферы
- Школа I—II ст.
- Дом культуры.
- Фельдшерско-акушерский пункт.

## Достопримечательности
- Братская могила советских воинов.